# Sport Club Municipal Pitești 2012-2013
Questa voce raccoglie le informazioni riguardanti il Sport Club Municipal Pitești nelle competizioni ufficiali della stagione 2012-2013.

## Organigramma societario
Area tecnica
- Allenatore: Mircea Dudaş

## Rosa
| N° | Nome                | Ruolo | Data di nascita   | Nazionalità sportiva |
| -- | ------------------- | ----- | ----------------- | -------------------- |
| 1  | Gabriela Niţă       | P     | 3 luglio 1988     | Romania              |
| 2  | Alexandra Bădescu   | S     | 4 luglio 1995     | Romania              |
| 3  | Adriana Pătrana     | S     | 11 dicembre 1991  | Romania              |
| 4  | Andreea Păun        | S     | 3 febbraio 1985   | Romania              |
| 5  | Andrada Rogojan     | S     | 14 maggio 1990    | Romania              |
| 6  | Anca Paşca          | C     | 20 giugno 1984    | Romania              |
| 7  | Bianca Bălănescu    | P     | 16 giugno 1985    | Romania              |
| 8  | Daniela Ghiacu      | C     | 22 marzo 1989     | Romania              |
| 9  | Ioana Ciurea        | L     | 13 settembre 1995 | Romania              |
| 10 | Gabriela Bălae      | S     | 3 aprile 1995     | Romania              |
| 11 | Mihaela Ilina       | C     | 17 gennaio 1990   | Romania              |
| 12 | Ionela Vlad         | L     | 13 dicembre 1989  | Romania              |
| 13 | Anilena Teodorescu  | P     | 29 febbraio 1988  | Romania              |
| 14 | Anca Martin         | S     | 19 novembre 1982  | Romania              |
| 15 | Adriana Vîlcu       | S     | 11 gennaio 1991   | Romania              |
| 16 | Ana-Maria Tănăsescu | S     | 2 giugno 1994     | Romania              |